# Вениаминово коляно
Вениаминовото коляно е полулегендарна етническа група от Библията, едно от дванайсетте израилски племена, на които се разделят ранните израилтяни.
За родоначалник на Вениаминовото коляно е смятан Вениамин, най-малкият син на родоначалника на израилтяните Яков. След преселването на израилтяните от Египет в Ханаан групата получава земи на северозапад от Мъртво море, които имат малка площ, но включват важните градове Йерихон и Йерусалим. Представители на Вениаминовото коляно са някои видни личности, като първият цар на Израил Саул. След разделянето на обединеното царство Вениаминовото коляно остава в границите на Юдея и избягва Асирийския плен и изселването на десетте изгубени колена. То престава да съществува като обособена общност след падането на Юдея и Вавилонския плен в началото на VI век пр. Хр.